# Piuro
Piuro (lombardul: Piür, németül: Plurs) település Olaszországban, Sondrio megyében. Lakosainak száma 1905 fő (2023. január 1.). Piuro Chiavenna, Novate Mezzola, San Giacomo Filippo, Villa di Chiavenna, Campodolcino, Prata Camportaccio, Madesimo, Avers, Ferrera és Bregaglia községekkel határos.

## Népesség
A település népességének változása:
| Lakosok száma | 1900 | 1932 | 1905 |
|               | 2017 | 2018 | 2023 |